# Ильма (приток Берёзовки)
Ильма — река в Московской области России, левый приток реки Берёзовки.
Берёт начало у деревни Могутово, в 3 км северо-западнее станции Мачихино Большого кольца МЖД, впадает в Берёзовку в 1,8 км от её устья. На реке стоит деревня Савеловка.
Длина — 13 км. Равнинного типа. Питание преимущественно снеговое. Замерзает обычно в середине ноября, вскрывается в середине апреля.
Красивые и сухие смешанные леса по берегам протекающей в глубоко врезанной извилистой долине привлекают туристов. В деревне Могутово, бывшей вотчине Лопухиных, сохранилось здание церкви Сергия Радонежского XVII века в стиле московского барокко. В её верховьях вдоль реки проложена автодорога.